# Ne Rheinische Jeck

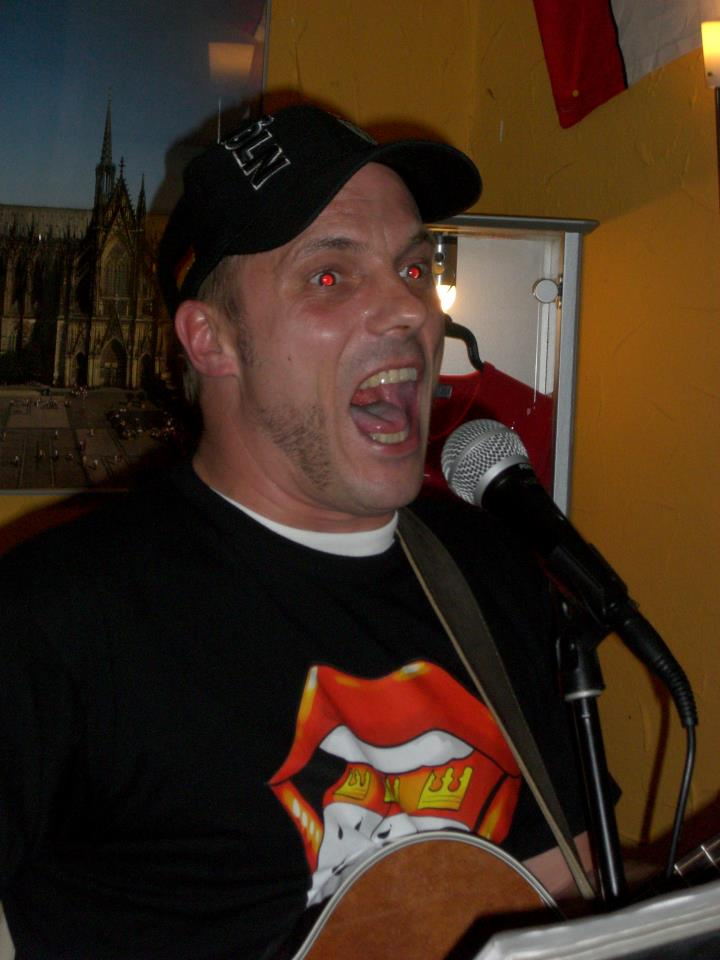
Ne Rheinische Jeck bei einem Konzert in München am 4. November 2011

Ne Rheinische Jeck, eigentlich Christof Noll (* 3. Juli 1966), ist ein deutscher Musiker aus München. Er ist der derzeit einzige Karnevalsmusiker Bayerns, der in der Karnevalshochburg Köln als sogenannter Musiker der zweiten Garde Kölner Karnevalsbands Beachtung findet.
Ne Rheinische Jeck ist als „freche und lustige“ kabarettistische Kunstfigur angelegt, bei der Grenzen zwischen Frohsinn und Ironie verwischen. Dies spiegelt sich in einer für dieses Musik-Genre eher unüblichen Auswahl auch ernster Themenfelder (z. B. Krieg in Afghanistan, Guantanamo Bay, Ölpest im Golf von Mexiko 2010) wider.

## Entstehung
Erst 2009 entstand seine erste veröffentlichte Komposition, Karneval in München, die er im Vorfeld eines Konzertes der Bläck Fööss in München an die Kölner Band schickte. Diese war von dem Stück so angetan, dass sie eine Aufnahme hiervon machte und ihm die Studio-Aufnahmen überließ.
In 2010 debütierte er mit seinem ersten Album Botschaft in München. Die Entstehung dieses ersten Albums ist der erfolglosen Suche nach an einem Karnevalsmusik-Projekt in München interessierten Band-Mitgliedern geschuldet. Es entstand mit Unterstützung des bekannten Musikproduzenten und Studiomusikers Alex Klier.

## Alben und Wirken

### CDs
- 2010 Botschaft in München
- 2011 Fründe fürs Levve
- 2011 Karneval ja Karneval vol.2, Sampler von Jens Streifling (Höhner) und Jürgen Sender

### Fremdproduktionen
Neben eigenen Alben entstanden seit 2009 verschiedene Fremdproduktionen, u. a. Et Funke-Leed zum Besuch einer Großdelegation der Roten Funken anlässlich des zehnjährigen Vereinsjubiläums des Köln Münchner Karnevalsvereins.

### Preise und Anerkennungen
- Ernennung zum Ehrenmitglied des Kölsche Radio e.V. (2012)
- 1. Platz – Hörer-Wahl Karnevalshit des Jahres 2011/2012 des Kölsche Radio für „Jedem Jeck sing Pappnas“
- 2. Platz – Hörer-Wahl Karnevalshit des Jahres 2010/2011 des Kölsche Radio für „Mir Kölsche han Musik em Bloot“
- 1. Platz – Hörer-Wahl Monatshitparade August 2011 des Kölsche Radio für „Fründe fürs Levve“
- offizielle Sessions-Empfehlung 2010/2011 des Köln Münchner Karnevalsvereins für das Album „Botschaft in München“